# Концов, Максим Андреевич
Макси́м Андре́евич Концо́в (16 мая 1988, Улан-Удэ, Бурятская АССР — 24 марта 2022, Украина) — военнослужащий войск национальной гвардии Российской Федерации, лейтенант, участник вторжения России на Украину. Герой Российской Федерации (посмертно).

## Биография
Родился 16 мая 1988 года в городе Улан-Удэ Бурятской АССР.
В 2005 году с серебряной медалью окончил среднюю школу № 47 в Улан-Удэ.
В 2005 году поступил в «Восточно-Сибирский государственный университет технологий и управления» в Улан-Удэ. Во время учёбы в университете взял академический отпуск и был призван на военную службу по призыву.
С 2010 года проходил срочную службу в Уссурийске, в Приморском крае, в отдельном специальном моторизованном батальоне Восточного регионального командования внутренних войск Министерства внутренних дел Российской Федерации.
С 2011 года служил в Хабаровске во внутренних войсках МВД России, а с 2016 года — в рядах войск национальной гвардии Российской Федерации.
С 2022 года был участником вторжения России на Украину. 
Погиб 24 марта 2022 года в ходе боевых действий.
Похоронен 15 апреля 2022 года на кладбище «Южное» в Улан-Удэ.

## Семья
- Жена — Инесса Концова.
- Сын — Максим (род. 31 июля 2022), назван в честь своего погибшего отца[5].

## Награды и звания
- Герой Российской Федерации (4 апреля 2022 года) (посмертно)[3].

- Медаль «За воинскую доблесть» (МВД)
- Медаль «200 лет внутренним войскам МВД России»
- Медаль «За службу в спецназе»
- Медаль «За ратную доблесть»
- Медаль «Генерал А. П. Ермолов»
- Медаль «Участнику контртеррористической операции на Кавказе»
- Нагрудный знак ВВ МВД России «За отличие в службе» I степени
- Нагрудный знак «Участник боевых действий»
- Нагрудный знак «200 лет внутренним войскам МВД России»
- Знак классной квалификации «Специалист 1 класса»

## Память
- Максим Концов навечно зачислен в списки личного состава 748-го отдельного батальона оперативного назначения Росгвардии[3].
- на территории школы №18 в Улан-Удэ установлен бюст лейтенанту М. А. Концову (16.05.2024)[3].

Именем Макима Концова названы:
- улица в микрорайоне Таёжный в Улан-Удэ (2022) [3][6].

- средняя общеобразовательная школа № 18 в Улан-Удэ (2022) [3][7].
- 8-й кадетский класс Росгвардии гимназии №10 имени Героя Советского Союза Ефимова М. Е. в Севастополе (2024)[8].

Мемориальные доски установлены
- на здании средней общеобразовательной школы № 47 в Улан-Удэ (2022)[3].
- на территории 748-го отдельного батальона оперативного назначения Восточного округа войск Росгвардии в Хабаровске (2024)